# Cronologia da pandemia de COVID-19 em Portugal
Este artigo documenta a cronologia da pandemia de COVID-19 em Portugal.

## Cronologia

### Março de 2020
- 25 de janeiro: O primeiro caso suspeito do novo coronavírus em Portugal é anunciado pela Direção-Geral de Saúde do país. No dia seguinte, o paciente recebe teste negativo para a doença no Hospital de Curry Cabral, em Lisboa.[1][2]

- 2 de março: Portugal confirma o primeiro caso do novo coronavírus. O paciente diagnosticado com a doença é um médico que estava de férias na Itália.[3]
- 10 de março: O governo português suspende todos os voos de ida e volta para Itália por 14 dias devido a propagação do novo coronavírus.[4]

### Maio de 2020
- 1 de maio: O número de mortes causadas pelo novo coronavírus em Portugal ultrapassa a marca de 1.000, registrada pela Direção-Geral da Saúde do país.[5]

### Agosto de 2020
- 2 de agosto: Portugal não registra as mortes pelo novo coronavírus nas 24 horas pela primeira vez.[6]

### Dezembro de 2020
- 7 de dezembro: O número de mortes causadas pelo novo coronavírus em Portugal ultrapassa a marca de 5.000, registrada pela Direção-Geral da Saúde do país.[7]

### Janeiro de 2021
- 13 de janeiro: O primeiro-ministro de Portugal, Antonio Costa, anuncia o lockdown por um mês em todo o país devido ao maior aumento diário de mortes e casos por COVID-19.[8]
- 17 de janeiro: O ministro das Finanças de Portugal, João Leão, testa positivo para o novo coronavírus um dia depois de ter participado de uma reunião pessoal em Lisboa com altos funcionários da União Europeia, incluindo a chefe da Comissão, Ursula von der Leyen.[9]
- 23 de janeiro: O número de mortes causadas pelo novo coronavírus em Portugal ultrapassa a marca de 10.000, registrada pela Direção-Geral da Saúde do país.[10]
- 27 de janeiro: O governo português suspende os voos de ida e volta entre o país e o Brasil a partir do dia 29 de janeiro e até o dia 14 de fevereiro por causa do agravamento da pandemia da COVID-19.[11][12]

### Fevereiro de 2021
- 10 de fevereiro: Os dois primeiros casos da variante brasileira do coronavírus são detectados em Portugal, duas semanas depois da suspensão de todos os voos da ida e volta para o Brasil.[13]

### Março de 2021
- 15 de março: Portugal inicia a primeira fase de desconfinamento

### Abril de 2021
- 5 de abril: Portugal inicia a segunda fase de desconfinamento
- 19 de abril: Portugal inicia a terceira fase de desconfinamento

- 25 de abril: Portugal não registra as mortes pelo novo coronavírus nas 24 horas desde 3 de agosto de 2020.[14][15]

### Maio de 2021
- 3 de maio: Portugal inicia a quarta fase de desconfinamento

### Agosto de 2021
- 1 de agosto: Portugal entra na fase 1 de desconfinamento, com 50% da população completamente vacinada
- 23 de agosto: Portugal entra na fase 2 de desconfinamento, com 70% da população completamente vacinada

### Outubro de 2021
- 1 de outubro: Portugal entra na fase 3 de desconfinamento, com 85% da população completamente vacinada.

### Maio de 2022
- 13 de maio: segundo os números atualizados pela OMS, o país atingiu os 4.015.440 casos de infeção e um total de 22.528 óbitos[16].

## 1 Ver também
- Vacinação contra a COVID-19 em Portugal